# Ralph Johannes
Ralph Johannes (* 24. Oktober 1929 in Danzig; † 12. Juli 2021 in Essen) ist ein deutscher Architekt und Hochschullehrer.

## Leben
Seine Kinder- und frühe Jugendzeit verlebte Johannes in Danzig-Langfuhr. Vor der Einnahme der Stadt Danzig durch die Rote Armee im Jahr 1945 gelang ihm die Flucht nach Lüneburg.
Im Anschluss an seine Schulzeit in Lüneburg absolvierte Ralph Johannes im Jahre 1950 ein Praktikum in einem Zimmereibetrieb. Danach folgte von 1952 bis 1958 ein Studium der Architektur an der Hochschule für Bildende Künste in Berlin. Nach der bestandenen Diplom-Prüfung war er zunächst freier Mitarbeiter bei Helmut Heide in Berlin, ab 1959 Mitarbeiter bei Emberton, Franck & Tardrew Architects sowie A. M. Gear & Assoc. Architects and Consultants in London. 1960 absolvierte er ein Postgraduate-Studium an der Regent Polytechnic in London. 1961 erhielt er ein Fulbright Grant zum Studium als Scholar am Department of Architecture des Pratt Institute in New York und wurde dort Special Assistant am Department of Interior Design. Ab 1963 war er wissenschaftlicher Mitarbeiter an der Hochschule für Gestaltung Ulm. Ein Jahr später wurde er Dozent für Entwerfen an der Folkwangschule für Gestaltung, Abteilung Architektur in Essen-Werden.
Wie Lehre und Unterricht verbessert werden können, beschäftigte ihn über viele Jahre. In dieser Zeit an der Folkwangschule begann er, seine Lehr- und Lernmethode Methodisches Entwerfen (ME) zu entwickeln. Von 1973 bis 1995 lehrte er dieses Unterrichtsmodell an der Universität-Gesamthochschule Essen (UGE) im Fachbereich Architektur, Bio- und Geowissenschaften als Professor für das Lehr- und Forschungsgebiet Methodisches Entwerfen (ME). Danach bis 1997 lehrte er im Fachbereich Bauingenieurwesen.
Seit 1998 war er im Ruhestand. Seitdem beschäftigte er sich u. a. mit der Erstellung diverser Fachpublikationen. Zusammen mit weiteren Autoren gab er im Jahr 2009 die erste systematische Gesamtdarstellung der europäischen Architektenausbildung im Entwerfen von Vitruv bis zur Mitte des 20. Jahrhunderts heraus.
Ralph Johannes wirkte außerdem als Auslandskorrespondent für die Zeitschriften The Architect And Building News (London), Interbuild (London), Internationale Asbestzement-Revue (ac) (Niederurnen, Schweiz) und Architectural Design (AD) (London).
Ralph Johannes starb im Alter von 91 Jahren in Essen.

## Mitgliedschaften
- Kunstring Folkwang, Essen
- Architectural Association (AA), London
- Design History Society, London
- European Association for Architectural Education (AEEA/EAAE), Brüssel
- Gesellschaft von Freunden und Förderern der Universität Duisburg-Essen e.V.

## Werk

### Schriften
- Danzig in memoriam. Danziger Verlagsgesellschaft Paul Rosenberg, Hamburg 1971.
- Von Bergford über Bergford. Eine Firmengeschichte.Selbstverlag, Lüneburg 1979.
- (gemeinsam mit Gerhard Wölki): Die Autobahn und ihre Rastanlagen. Geschichte und Architektur. Imhof Verlag, Petersberg 2005.
- Entwerfen. Architektenausbildung in Europa von Vitruv bis Mitte des 20. Jahrhunderts. Geschichte, Theorie, Praxis. Junius Verlag, Hamburg 2009.
- Entwerfen II. Architektenausbildung in Europa seit Mitte des 20. Jahrhunderts bis zum "Bologna-Prozess". Reformkonzeptionen europäischer Länder und Institutionen – Unterrichtsmodelle – Erfahrungsberichte. Junius Verlag 2018.

### E-Books
- Danzig unvergessen. Universität Duisburg-Essen, Essen 2012.
- KinderSpiel- und JugendFreizeit-Räume. Universität Duisburg-Essen, Essen 2013.

### Videofilme
- Wer entwerfen will, muß Entwerfen lernen. Universität-Gesamthochschule Essen, Essen 1989.[2]
- Entwerfen zwischen Anspruch und Wirklichkeit. Universität-Gesamthochschule Essen, Essen 1992.[3]